# Операция «Гидра»
Операция «Гидра» (англ. Operation Hydra) — первая бомбардировка британскими Королевскими ВВС армейского исследовательского центра Пенемюнде и испытательного полигона люфтваффе «Пенемюнде-Вест» на Узедоме в ночь с 17 на 18 августа 1943 года. 

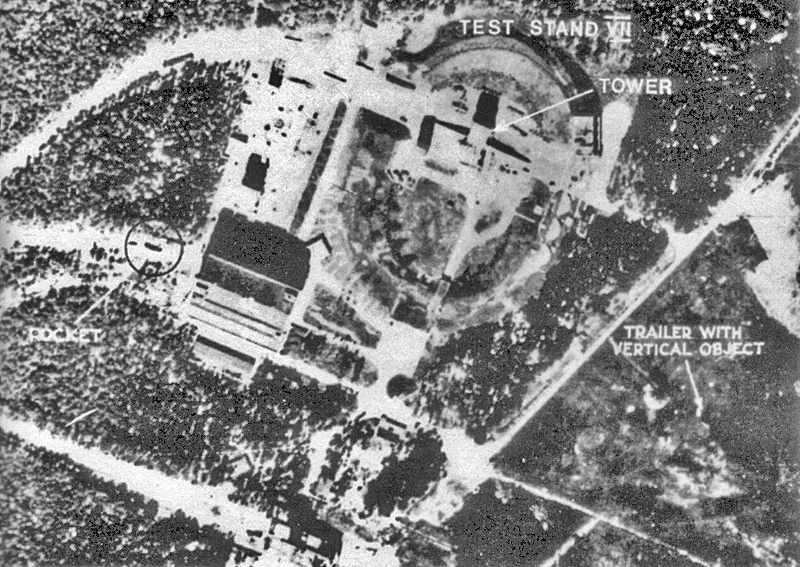
Вид с воздуха на испытательный стенд VII. Пусковая площадка для ракет Фау-2 на территории Военного научно-исследовательского института Пенемюнде.

В период с декабря 1942 года по весну 1943 года британские разведывательные службы получали все больше информации о немецкой программе разработки ракет Фау и самолетов в Пенемюнде. Эта ранее малозаметная угроза в последующие месяцы оказалась в центре внимания британской разведки. Наконец 29 июня 1943 года Комитет обороны решил разбомбить объект.
В рамках подготовки 10 августа 1943 года десять британских истребителей осуществили учебную атаку в направлении Берлина (операция «Уайтбейт»), используя маршруты полетов в районе Пенемюнде, чтобы скрыть от немецких люфтваффе реальную цель атаки — военные установки в Пенемюнде.
17 августа 1943 года бомбардировщики, пролетев над Данией и Балтийским морем, подошли к Пенемюнде. Около 01:09 разведывательный отряд «Следопыт» зажег осветительные ракеты вокруг армейского научно-исследовательского института. Восемь минут спустя (01:17) бомбы первой волны (227 машин) попали в жилые помещения ученых в Карлсхагене. Погибли 123 человека, в том числе учёный Вальтер Тиль. Вернеру фон Брауну удалось сбежать в бункер. Из-за ошибки разведчиков треть машин разбомбила лагеря для военнопленных Трассенхайде I и Трассенхайде II между городами Карлсхаген и Трассенхайде. Погибло 612 человек.
Вторая волна из 113 самолётов атаковала завод испытательной серии с двумя большими производственными цехами Фау-1 и Фау-2, третья волна из 180 машин атаковала опытный завод. Всего было сброшено 1874 тонны фугасных и зажигательных бомб. Около 30 немецких ночных истребителей на обратном пути сбили 42 самолета.
Долгое время англичане считали Пенемюнде уничтоженным. Однако всего через несколько дней после нападения немецкой стороне стало ясно, что можно ожидать перерыва только на четыре недели. Из-за нападения перенос производства Фау-2 на подземные производственные мощности в концентрационном лагере Миттельбау-Дора был ускорен, а испытательные запуски теперь проводились и из других мест, таких как Близна или Тухелер-Хайде.